# لويس لوبو (لاعب كرة قدم)
لويس لوبو (بالإسبانية: Luis Lobo)‏ (26 ديسمبر 1987 في هندوراس - ) هو لاعب كرة قدم هندوراسي في مركزي الوسط والهجوم. شارك مع منتخب هندوراس لكرة القدم. أما مع النوادي، فقد لعب مع ريال إسبانيا ونادي بلاتنسي وباريلاس وان.

## وصلات خارجية
- لويس لوبو على موقع قاعدة بيانات كرة القدم.إي يو (الإنجليزية)